# Edward Charles Pickering
Edward Charles Pickering (n. 19 iulie 1846, Boston, Massachusetts, SUA – d. 3 februarie 1919, Cambridge, Massachusetts, SUA) a fost un astronom și fizician american, și fratele mai mare al lui William Henry Pickering.
Împreună cu Carl Vogel, Pickering a descoperit primele stele binare spectroscopice. El a scris Elemente de Manipulare Fizică (2 vol., 1873-76).

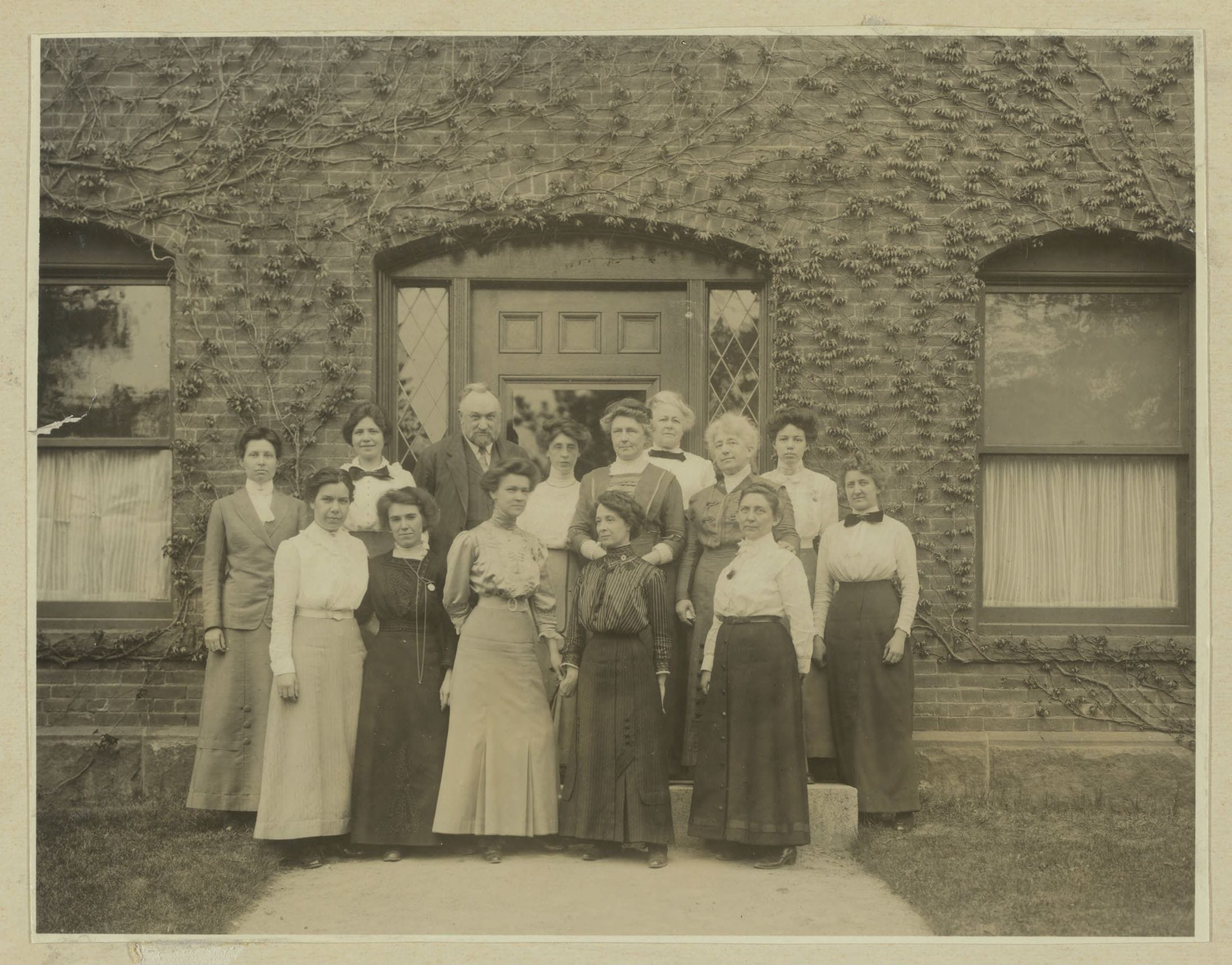
Pickering și, stând în fața Clădirii C la, 13 mai 1913

## Publicații
- (1873-76) Elemente de manipulare fizică New York: Hurd & Houghton OCLC 16078533
- (1882) Un plan pentru asigurarea observații de stele variabile Cambridge: J. Wilson și Fiul OCLC 260332440
- (1886) O anchetă în stellar fotografie Cambridge: J. Wilson și Fiul OCLC 15790725
- (1891) Pregătirea și discutarea Draper catalog Cambridge: J. Wilson și Fiul OCLC 3492105
- (1903) Plan pentru dotarea astronomic de cercetare Cambridge: observatorul Astronomic de la Harvard College OCLC 30005226
- Pickering, EC (1912). „The Allegheny Observatory In Its Relation To Astronomy”. Science. 36 (927) (publicat la 4 d.Hr.). pp. 417–421. Bibcode:1912Sci....36..417P. doi:10.1126/science.36.927.417. PMID 17788756.